# Escuela Politecnica superior de Ingenieria de Gijon
Escuela Politecnica superior de Ingenieria de Gijon är ett universitet i Spanien. Det ligger i provinsen Province of Asturias och regionen Asturien, i den norra delen av landet, 400 km norr om huvudstaden Madrid. 